# Zamarada weberi
Zamarada weberi là một loài bướm đêm trong họ Geometridae.